# Nessuna
Nessuna è un singolo del rapper italiano Luchè, pubblicato il 20 giugno 2025 come terzo estratto dal sesto album in studio Il mio lato peggiore.

## Descrizione
Il brano, scritto dallo stesso rapper con Davide Petrella, in arte Tropico, è prodotto da Stefano Tognini, in arte Zef, e già incluso come settima traccia dell'album Il mio lato peggiore, uscito il 16 maggio 2025.

## Tracce
Testi di Luca Imprudente e Davide Petrella, musiche di Stefano Tognini.
1. Nessuna – 3:43

## Classifiche
| Classifica (2025) | Posizione massima |
| ----------------- | ----------------- |
| Italia            | 4                 |